# Temporada da NFL de 1964
A Temporada de 1964 da NFL foi a 45ª temporada regular da National Football League.  Os dois jogadores, Paul Hornung e Alex Karras, suspensos na temporada anterior pelo comissário, Pete Rozelle, foram reintegrados à liga após um ano sem atuarem pelas suas respectivas equipes, Green Bay Packers e Detroit Lions.
Em 10 de Janeiro, o presidente do Detroit Lions, William Clay Ford, desde 1961, comprou a a franquia. Um grupo que representava o falecido James P. Clark vendeu o Philadelphia Eagles a um grupo liderado por Jerry Wolman, em 21 de janeiro. Carroll Rosenbloom, o proprietário majoritário do Baltimore Colts desde 1953, adquiriu a propriedade total da equipe em 23 de janeiro.
Além disso, o comissário, Pete Rozelle negociou em nome da NFL a compra da Ed Sabol's Blair Motion Pictures, que seria renomeada a NFL Films em 5 de Março. No que tange os direitos às transmissões, a CBS apresentou a oferta vencedora de US$ 14,1 milhões por ano pelos direitos da temporada regular da NFL de 1964 e 1965, em 24 de janeiro. Além disso, também adquiriu os direitos dos championship games de 1964 e 1965 por US$ 1,8 milhão por partida, em 17 de abril.
A temporada se encerrou no dia 27 de Dezembro de 1964 no championship game, quando Cleveland Browns e Baltimore Colts se enfrentaram no Cleveland Municipal Stadium. Atuando em casa, os Browns venceram por 27 a 0, garantindo o quarto e último título oficial da franquia na NFL até os dias atuais.

## Draft
O Draft para aquela temporada foi realizado nos dias 2 de Dezembro de 1963, no Sheraton Chicago Hotel, em Chicago, Illinois. E, com a primeira escolha, o San Francisco 49ers selecionou o defensive end, Dave Parks da Universidade de Tecnologia do Texas (Texas Tech).

## Classificação Final
Assim ficou a classificação final da National Football League em 1964:
P = Nº de Partidas, V = Vitórias, D = Derrotas, E = Empates, PCT = Porcentagem de vitória, DIV = Recorde de partidas da própria divisão, PF = Pontos a favor, PA = Pontos contra
| NFL Eastern Conference |    |    |   |      |       |     |     |
| Time                   | V  | D  | E | PCT  | DIV   | PF  | PC  |
| Cleveland Browns       | 10 | 3  | 1 | .769 | 9–2–1 | 415 | 293 |
| St. Louis Cardinals    | 9  | 3  | 2 | .750 | 8–2–2 | 357 | 331 |
| Philadelphia Eagles    | 6  | 8  | 0 | .429 | 6–6   | 312 | 313 |
| Washington Redskins    | 6  | 8  | 0 | .429 | 5–7   | 307 | 305 |
| Dallas Cowboys         | 5  | 8  | 1 | .385 | 4–7–1 | 250 | 289 |
| Pittsburgh Steelers    | 5  | 9  | 0 | .357 | 5–7   | 253 | 315 |
| New York Giants        | 2  | 10 | 2 | .167 | 2–8–2 | 241 | 399 |

| NFL Western Conference |    |    |   |      |       |     |     |
| Time                   | V  | D  | E | PCT  | DIV   | PF  | PC  |
| Baltimore Colts        | 12 | 2  | 0 | .857 | 10–2  | 428 | 225 |
| Green Bay Packers      | 8  | 5  | 1 | .615 | 6–5–1 | 342 | 245 |
| Minnesota Vikings      | 8  | 5  | 1 | .615 | 6–5–1 | 355 | 296 |
| Detroit Lions          | 7  | 5  | 2 | .583 | 6–4–2 | 280 | 260 |
| Los Angeles Rams       | 5  | 7  | 2 | .417 | 3–7–2 | 283 | 339 |
| Chicago Bears          | 5  | 9  | 0 | .357 | 5–7   | 260 | 379 |
| San Francisco 49ers    | 4  | 10 | 0 | .286 | 3–9   | 236 | 330 |

## Playoffs

### Championship Game (Jogo do Título)
O jogo do título foi disputado em 27 de Dezembro de 1964 e terminou com a vitória do Cleveland Browns por 27 a 0 em cima do Baltimore Colts jogando em casa no Cleveland Municipal Stadium em Cleveland, Ohio.

### Playoff Bowl
A quarta edição da disputa de terceiro lugar da NFL - Playoff Bowl - ocorreu no Orange Bowl em Miami, Flórida entre as equipes classificadas em segundo lugar em cada conferência: St. Louis Cardinals e Green Bay Packers. O grande vencedor foi o Packers, por 24 a 17 para 56.000 pessoas

## Líderes em estatísticas da Liga
| Estatística                                  | Nome            | Equipe              | Total |
| -------------------------------------------- | --------------- | ------------------- | ----- |
| Passando                                     |                 |                     |       |
| Jardas de Passe                              | Charley Johnson | St. Louis Cardinals | 3045  |
| Passes para TD                               | Frank Ryan      | Cleveland Browns    | 36    |
| % de Passes Completos                        | Rudy Bukich     | Chicago Bears       | .619  |
| Correndo                                     |                 |                     |       |
| Jardas Corridas                              | Jim Brown       | Cleveland Browns    | 1446  |
| Corridas para TD                             | Lenny Moore     | Baltimore Colts     | 16    |
| Recebendo                                    |                 |                     |       |
| Jardas Recebidas                             | Johnny Morris   | Chicago Bears       | 1200  |
| Nº de Recepções                              | Johnny Morris   | Chicago Bears       | 93    |
| Recepções para TD                            | Bobby Mitchell  | Washigton Redskins  | 10    |
| Recepções para TD                            | Johnny Morris   | Chicago Bears       | 10    |
| Recepções para TD                            | Bucky Pope      | Los Angeles Rams    | 10    |
| Defesa                                       |                 |                     |       |
| Interceptações                               | Paul Krause     | Washigton Redskins  | 12    |
| Times Especiais                              |                 |                     |       |
| Média de Punt                                | Bobby Walden    | Detroit Lions       | 46.4  |
| Números coletados do Pro Football Reference. |                 |                     |       |

## Prêmios

### Jogador Mais Valioso
| Prêmio                       | Premiado      | Posição | Franquia        | Ref    |
| ---------------------------- | ------------- | ------- | --------------- | ------ |
| AP NFL Jogador Mais Valioso  | Johnny Unitas | QB      | Baltimore Colts | [ 12 ] |
| UPI NFL Jogador Mais Valioso | Johnny Unitas | QB      | Baltimore Colts | [ 13 ] |
| NEA NFL Jogador Mais Valioso | Lenny Moore   | RB      | Baltimore Colts | [ 14 ] |
| Jim Thorpe Trophy            | Lenny Moore   | RB      | Baltimore Colts | [ 15 ] |

### Treinador do Ano
| Prêmio                  | Premiado   | Franquia        | Ref    |
| ----------------------- | ---------- | --------------- | ------ |
| AP NFL Treinador do Ano | Don Schula | Baltimore Colts | [ 16 ] |

### Calouro do Ano
| Prêmio                | Premiado       | Posição | Franquia            | Ref    |
| --------------------- | -------------- | ------- | ------------------- | ------ |
| AP NFL Calouro do Ano | Charley Taylor | RB      | Washington Redskins | [ 17 ] |

## Mudança de Estádios
- O Pittsburgh Steelers começou a jogar em tempo integral no Pitt Stadium, ao invés do Forbes Field.

## Biografia
- NFL Record and Fact Book (ISBN 1-932994-36-X)
- NFL History 1931–1940 (Last accessed December 4, 2005)
- Total Football: The Official Encyclopedia of the National Football League (ISBN 0-06-270174-6)